# キリン館
キリン館（キリンかん、1913年 開業 - 1917年 廃業）は、かつて東京・浅草にあった映画館である。

## 略歴・概要
1913年（大正2年）10月、東京市浅草区公園六区一号地、大勝館の裏手（現在の東京都台東区浅草2丁目11番1号）で開業した。1912年（大正元年）11月に開場した「アウル館」を改称したもの。
東京の福宝堂の元大阪支店長・山川吉太郎が、同年秋、日活を退社、新たに大阪に設立した「東洋商会」が、同様に福宝堂の元営業部長の小林喜三郎が日活を退社して設立した常盤商会の「常盤商会日暮里撮影所」を「東洋商会東京日暮里撮影所」とし、同年10月に第1回作品の『野崎村』、『桂閣下の葬儀の実況』、『蘆の池』をこのキリン館で公開した。以来、同社の14本を翌1914年（大正3年）1月までに公開した。同年同月には日活向島撮影所が製作した細山喜代松監督作品『ちぎれ雲』を上映している。つぎに常盤商会とはべつに小林が設立した小林商会が、1914年1月と2月に7本を製作配給、キリン館をフラッグシップにして公開した。
山川と小林は、同年3月17日、新会社「天然色活動写真」を設立、同年4月から、自社製作によるキネマカラー作品を、キリン館をフラッグシップに公開し始めた。同年8月でフラッグシップではなくなる。
1917年（大正6年）に廃業し、オペラと演芸の観音劇場となる。観音劇場は1944年（昭和19年）2月に強制疎開で取り壊され、ストリップ劇場の「百万弗劇場」（1948年6月 - 1952年10月）になる。現在はいくつかのビルに分割されている。

## 他地域のキリン館
- 桜坂シネコン琉映キリン館 （現在の桜坂劇場、那覇市牧志3-6-10）

## 注記
1. ↑  日本映画データベースの「1913年 公開作品一覧 226作品」を参照。
2. 1 2  日本映画データベースの「1914年 公開作品一覧 359作品」を参照。